# Regionale 2004

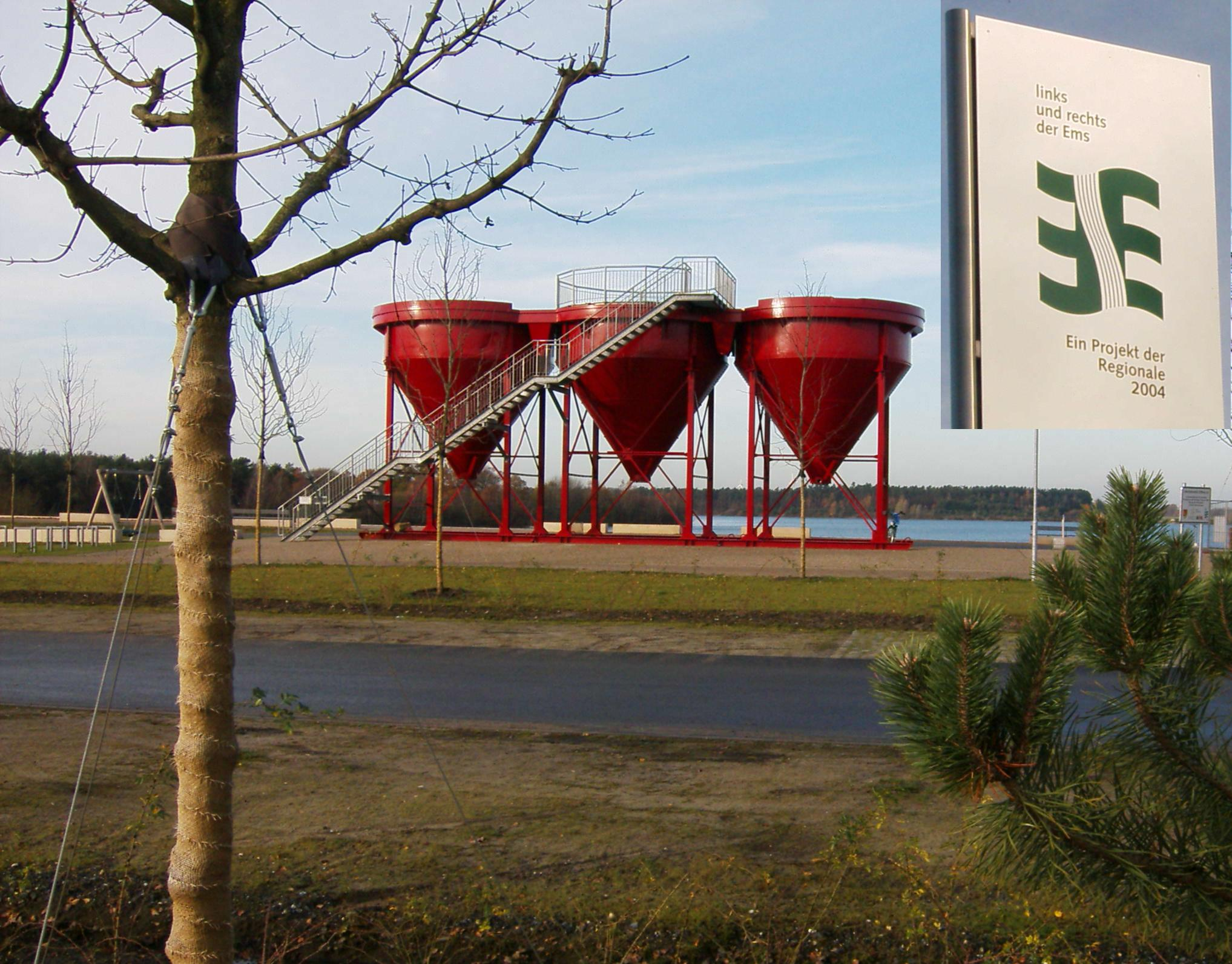
Projekt: „Sprung über die Kiesbank“ Trichtertürme als Aussichtsplattform am Offlumer See in Neuenkirchen

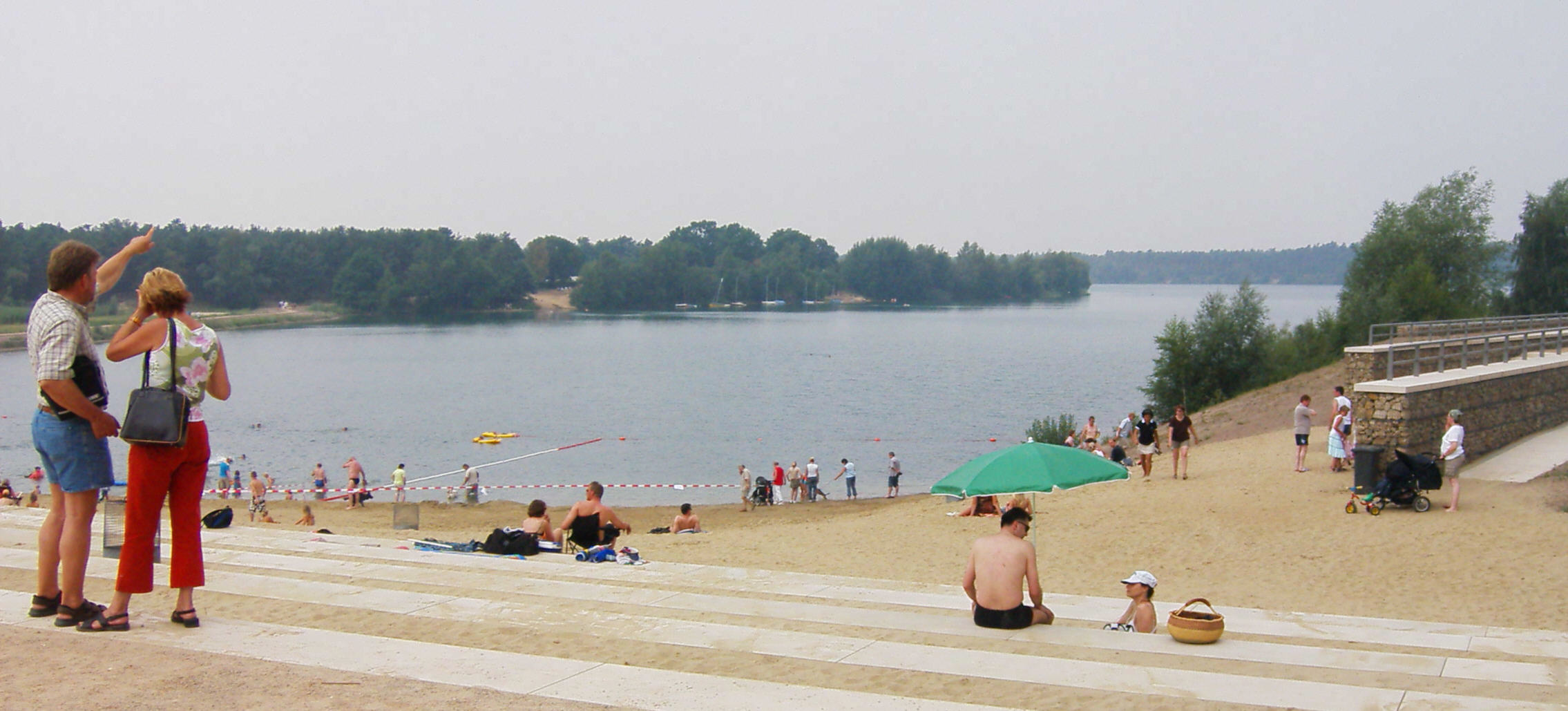
Blick auf den Offlumer See mit Strandpromenade und Badestelle

Die Regionale 2004 war ein Projekt des Landes Nordrhein-Westfalen zur Förderung vor allem der touristischen und kulturellen Infrastruktur in der Region links und rechts der Ems zwischen Warendorf und Rheine, das von der gleichnamigen Planungsgesellschaft Regionale 2004 GmbH mit Sitz in Telgte entwickelt, durchgeführt und von Friedrich Wolters geleitet wurde. 37 Städte und Gemeinden in den Kreisen Warendorf und Steinfurt und die Stadt Münster beteiligten sich an dem Projekt.
Unter anderem wurde ein Radwanderweg durch die Emsauen von Warendorf nach Rheine ausgeschildert und zum Teil neu angelegt, der EmsAuenWeg. Das DA Kunstkloster Gravenhorst in Hörstel wurde zu einem Kunst- und Künstlerhaus umgestaltet. In Rheine wurde ein Salinengebäude der Saline Gottesgabe restauriert. Hier wurde auch das Kloster Bentlage eingebunden. Emsdetten gestaltete seine ausgediente Kläranlage zum Wasserpark um. In Altenberge wurde ein Eiskeller restauriert und ein behindertengerechter Reitweg angelegt. Das Museum für Westfälische Literatur Haus Nottbeck in Oelde wurde zu einem internationalen Begegnungszentrum für Literatur und Musik. Das Museum des Kreises Warendorf in Wadersloh-Liesborn wurde erheblich erweitert.
Alle Städte an der Ems haben ihre Emsauen und -ufer neu gestaltet. Zahlreiche Veranstaltungen am Fluss haben sich durch den Sommer 2004 gezogen.
Ein weiteres großes Projekt ist die Wiederherstellung und Neugestaltung der barocken Parkanlage Bagno in Steinfurt-Burgsteinfurt. Hier wurden rund um den Bagno-See Elemente der französischen und englischen Gärten wiederhergestellt. So wurden unter anderem zwei- bis vierreihige Alleen wiederhergestellt und durch barocke Achsen und der Anlage des „Bagno-Quadrats“ der einzigen freistehenden barocken Konzertgalerie in Europa wieder ein angemessener Rahmen gegeben.
Die Gemeinden Neuenkirchen und Wettringen haben gemeinsam das Projekt „Sprung über die Kiesbank“ umgesetzt. Hierbei wurden die durch den Kies- und Sandabbau entstandenen Baggerseen, Offlumer See und Haddorfer Seen, für den sanften Tourismus erschlossen.
Als Korrespondenzprojekt außerhalb des eigentlichen Projektgebietes wurde außerdem der Renaissance-Tiergarten des Schloss Raesfeld wiederhergestellt.